# Ferdinand van Pruisen

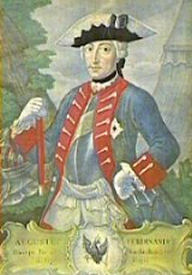
Prins Ferdinand

August Ferdinand (Berlijn, 23 mei 1730 - aldaar, 2 mei 1813), prins van Pruisen, was een Pruisisch generaal en Herrenmeister van de Johannieterorde.

## Levensloop
Ferdinand was de jongste zoon van Frederik Willem I en Sophia Dorothea van Hannover, dochter van George I van Groot-Brittannië. Reeds op 5-jarige leeftijd werd hij bij het infanterieregiment "Kronprinz" ingedeeld. Zijn broer Frederik de Grote nam na Frederik Willems dood in 1740 Ferdinands opvoeding op zich. Hij stelde hem in datzelfde jaar aan het hoofd van een nieuw infanterieregiment en benoemde hem zestien jaar later tot majoor-generaal. In de Zevenjarige Oorlog begeleidde Ferdinand zijn broer in oktober 1756 naar Saksen en Bohemen. Hij nam in 1757 deel aan de veldtocht naar Bohemen en Silezië; kort voor de Slag bij Leuthen werd hij luitenant-generaal. Verschillende andere veldtochten kon hij door een zwakke gezondheid niet meemaken. Als generaal der infanterie verliet hij in 1758 om gezondheidsredenen - borstvliesontsteking, eerder had hij al pokken gehad - dan ook de krijgsdienst.
Ferdinand werd in 1762 gekozen als Herrenmeister van de balije Brandenburg van de Johannieterorde. Deze functie, die hij vervulde tot de secularisatie van 1811, werd zijn voornaamste bezigheid en hij besteedde vooral aandacht aan de ziekenzorg. Frederik Willem III stelde hem in 1812, een jaar voor zijn dood, aan het hoofd van de Pruisische Johannieterorde. Zijn hele leven bleef hij enigszins op de achtergrond. Latere historici beschreven hem als goedhartig en dapper, maar ook als middelmatig en kleurloos.

## Huwelijk en kinderen
August Ferdinand huwde in 1755 met zijn nicht Louise van Brandenburg-Schwedt (1738-1820), een dochter van markgraaf Frederik Willem en van zijn zuster Sophia Dorothea van Pruisen. Uit het huwelijk werden de volgende kinderen geboren:
- Frederika Elisabeth Dorothea Henriëtte Amalia (1761-1773)
- Frederik Hendrik Emiel Karel (1769-1773)
- Frederika Dorothea Louise Philippine van Pruisen (1770-1836), gehuwd met Antoni Radziwiłł
- Hendrik Frederik Karel Lodewijk (1771-1790)
- Frederik Lodewijk (Louis Ferdinand) Christiaan (1772-1806)
- Frederik Paul Hendrik August (1776)
- Frederik Willem Hendrik August (1779-1843)